# La casa degli zombi
La casa degli zombi (The Child) aka (Kill and Go Hide) o (Zombie Child)   è un film del 1977, diretto da Robert Voskanian.

## Trama
La bella e giovane Alicianne torna nel paese natale dopo anni di assenza per lavorare come governante nella casa della famiglia Nordon. Qui vivono il padre con i due figli Lem, già adulto, e Rosalie, una bambina viziata, da poco orfani di madre, una donna malvista dagli altri abitanti della zona che pensavano fosse una strega.
Alicianne fa molta fatica a farsi piacere da Rosalie, che si comporta in modo strano: esce di casa per andare al cimitero in piena notte, fa disegni molto lugubri, e dice di avere degli amici che però nessun altro ha mai visto, perché escono soltanto dopo il tramonto.
Presto si scoprirà che questi "amici" sono in realtà degli zombi carnivori controllati da Rosalie, che sono i responsabili delle morti misteriose avvenute recentemente nei dintorni.
Dopo avere ucciso il signor Nordon, gli zombi (che curiosamente hanno un udito molto sensibile) attaccano Alicianne e Lem, che si barricano in una piccola casa dove il ragazzo trova la morte mentre Alicianne uccide (per sbaglio?) Rosalie con un'ascia.

## Distribuzione
Il film è stato distribuito nelle sale cinematografiche italiane a partire dal mese di marzo del 1980.

### Data di uscita
Alcune date di uscita internazionali nel corso degli anni sono state:
- 2 giugno 1977 negli Stati Uniti (The Child)[3]
- 7 marzo 1980 in Italia[4]

### Edizioni home video
La pellicola è stata distribuita in Italia per il circuito home video in formato videocassetta VHS nel 1989 dalla Videogroup con il codice EM009 e in formato DVD negli anni duemila dalla Storm Video e dalla Quinto Piano (codice EAN:8032665000707).